# Октябрське (Веденський район)
Октябрське (рос. Октябрьское) — село у Веденському районі Чечні Російської Федерації.
Населення становить 1167 осіб. Входить до складу муніципального утворення Веденське сільське поселення.

## Історія
Згідно із законом від 20 лютого 2009 року органом місцевого самоврядування є Веденське сільське поселення.

## Населення
| 1990 | 2002 | 2010  |
| ---- | ---- | ----- |
| 780  | ↗839 | ↗1167 |